# طوال الليل (فلم 1918)
طوال الليل (بالإنجليزية: All Night) فيلم كوميدي أمريكي صامت، عرض عام 1918 من إخراج بول باول وبطولة رودلف فالنتينو، ماري وران.

## روابط خارجية
- طوال الليل على موقع IMDb (الإنجليزية)
- طوال الليل على موقع أول موفي (الإنجليزية)
- طوال الليل على موقع فيلمافينيتي (الإسبانية)
- طوال الليل على موقع قاعدة بيانات الفيلم (الإنجليزية)
- طوال الليل على موقع ليتربوكسد (الإنجليزية)
- طوال الليل على موقع كينوبويسك (الروسية)